# Bernard Hyland
Bernard Patrick Matthew Hyland é um botânico australiano.
Nasceu em 1937, começou sua carreira no "Departamento de Florestas de Queensland", em 1960. Em 1971 trabalha no "Commonwealth Forest Research Institute".
Desde 1975 se incorpora ao Commonwealth Scientific and Industrial Research Organisation na Divisão de Investigações Florestais, e em 1985 se transfere para a "Divisão de Vegetais Industriais" do CSIRO. Desde 1993 trabalha com o "Centro de Estudos de Biodiversidade Vegetal".